# William Keith, 3. Earl Marischal

Familienwappen des William Keith, 3. Earl Marischal

William Keith, 3. Earl Marischal (* 1506; † 7. Oktober 1581) war ein schottischer Adliger.

## Leben
Er war der Sohn von Robert Keith, Master of Marischal († 1524/25), und Lady Elizabeth Douglas, Tochter des John Douglas, 2. Earl of Morton. Beim Tod seines Großvaters väterlicherseits, William Keith, 2. Earl Marischal, 1527, erbte er dessen Titel Earl Marischal und den nachgeordneten Titel Lord Keith. Mit dem Titel war auch das erbliche Hofamt des Marschalls von Schottland verbunden.
Er hatte 1541, 1561 und 1573 das Amt eines Extraordinary Lord of Session, das heißt eines Laienrichters am Court of Session, inne und wurde Mitglied des schottischen Kronrates (Privy Council).
1547 kämpfte er in der Schlacht bei Pinkie Cleugh, in der die Schotten von den Engländern geschlagen wurden.
Da er seinen ältesten Sohn William überlebte, beerbte ihn 1581 dessen einziger Sohn George Keith (1553–1623) als 4. Earl Marischal.

## Ehe und Nachkommen
Spätestens im Juni 1538 hatte er Margaret Keith, Tochter des William Keith, Younger of Inverugie (⚔ 1513 bei Flodden), geheiratet. Mit ihr hatte er neun Kinder:
- Lady Alison Keith († 1567), ⚭ Alexander Abernethy, 6. Lord Saltoun († 1587);
- William Keith, Master of Marischal († 1580), ⚭ Lady Elizabeth Hay, Tochter des George Hay, 7. Earl of Erroll († 1574);
- Lady Anne Keith († 1588), ⚭ 1) James Stewart, 1. Earl of Moray (1531–1570), ⚭ 2) Colin Campbell, 6. Earl of Argyll († 1584);
- Lady Mary Keith, ⚭ John Campbell, 3. Laird of Cawdor († 1591);
- Lady Beatrice Keith († 1596), ⚭ John Allardyce of Allardyce (um 1541–um 1606);
- Lady Elizabeth Keith, ⚭ Alexander Irvine, 8. Laird of Drum († 1603);
- Lady Johanna Keith, ⚭ Sir James Crichton of Frendraught (um 1541–1612);
- Robert Keith, 1. Lord Altrie (um 1529–1596), ⚭ Elizabeth Lundie;
- Lady Margaret Keith († 1620) ⚭ Sir Robert Arbuthnott of that Ilk (vor 1574–1631).